# Weber-Beckmann
Weber-Beckmann waren ein Duo (Gesang und Klavier) aus Essen.
Weber-Beckmann wurden dem Musikkabarett zugerechnet, wobei sie durch ihre selbstgeschriebenen Songs, die sich meist um Liebe und deren Höhen und Tiefen drehen, und durch ihren ganz eigenen Humor, der auch ab und zu ins Schwarze gleitet, unverwechselbar geworden sind. Typisch für ihre Bühnenprogramme waren die zwischen den einzelnen Songs gestellten spitzen Dialoge zwischen „der Weber“ und „dem Beckmann“.

## Geschichte
Christiane Weber trat vor Gründung des Duos Weber-Beckmann bei Soul- und Funkbands auf, konzentrierte sich dann aber auf den Jazz und war beispielsweise in der Formation To Be Two mit Eddie Nünning zu erleben. Sie war eine studierte Theater-, Film- und Fernsehwissenschaftlerin. Timm Beckmann studierte Klavier.
Christiane Weber und Timm Beckmann lernten sich 1997 kennen und traten 1998 mit ihrem ersten gemeinsamen Programm himmelhochjauchzend zu Tode verliebt auf, das noch viele Coverversionen aus den Bereichen Jazz und Chanson enthielt.
Ab 2002 erhielt das Duo zahlreiche Preise und Auszeichnungen im Bereich Kleinkunst. Der größte Erfolg war die Verleihung des Deutschen Kleinkunstpreises 2007, die mit einem Fernsehauftritt verbunden war.
Am 15. und 16. Mai 2008 wurde die DVD des aktuellen Programms Du mich auch im Ebertbad in Oberhausen aufgenommen. Im Jahr 2009 gaben die beiden ihre Trennung bekannt. Am 15. Dezember 2009 endete die Abschlusstournee unter dem Motto kurz vor endlich in der Lichtburg in Essen.
Christiane Weber arbeitete bis zu ihrem Tod als Solokünstlerin weiter. Am 7. Mai 2010 startete ihr erstes eigenes Programm Das Honolulu Prinzip in Oberhausen.
Timm Beckmann bildet mit dem Künstler Tobias Janssen ein neues Kabarettduo, unter dem Namen ['pro:c-dur]. Ihr Programm startete am 16. April 2010, ebenfalls in Oberhausen.

## Diskografie
- himmelhochjauchzend zu Tode verliebt (1999), Programmpremiere 1998
- Himmel ist oben (2001), Programmpremiere 2000
- kurz vor unendlich (2003; Blue/Satyr (ZYX)), Programmpremiere 2002
- Ausversehnsucht (2005; Blue/Satyr (ZYX)), Programmpremiere 2004
- Du mich auch (2007), Programmpremiere 2007

## Auszeichnungen
- 2002: Schwerter Kleinkunstpreis, Tuttlinger Krähe (Publikumspreis), Westspitzen-Wettbewerb (1. Preis)
- 2003: Pfungstädter Knopf, Sprungbrett (Förderpreis Handelsblatt)
- 2005: Stuttgarter Besen (Jury- und Publikumspreis), Nachwuchspreis der Hanns-Seidel-Stiftung für junge Songpoeten
- 2006: Mindener Stichling
- 2007: Deutscher Kleinkunstpreis in der Sparte Chanson/Musik/Lied